# Brooks Koepka
Brooks Koepka, född 3 maj 1990, är en amerikansk professionell golfspelare. Koepka spelar på den amerikanska PGA Touren, har vunnit fem majortävlingar och har varit rankad 1:a i världen enligt den officiella världsrankingen.
Han är bror till Chase Koepka.

## Biografi
Koepka, föddes 1990 i West Palm Beach, Florida och spelade golf vid Florida State University för att 2012 bli proffs. Han kvalificerade sig som amatör till att spela US Open 2012, men missade kvalgränsen. Han vann även tre tävlingar under sin collegetid. Samma sommar han blev proffs så började han spela på Challenge Tour, då man missade att kvalificera sig till PGA Touren genom Qualifying School. Koepkas första vinst på Challenge Touren kom i september 2012, i Challenge de Catalunya och som spelades i Spanien.
I maj 2013 kom hans andra seger på Challenge Touren i Italien då han vann Montecchia Golf Open med 7 slag över tvåan Agustin Domingo. Koepka vann månaden därpå två tävlingar på Challenge Touren; Fred Olsen Challenge och satte då tävlingsrekord på 260 slag (-24 under par) och vann med 10 slag, samt Scottish Hydro Challenge på 266 slag (-18 under par). Dessa tre vinster gav Koepka spelrättigheter på Europatouren för resten av 2013 och hela 2014. Han kvalificerade sig sedan för 2013 års Open Championship, för att sedan spela sin första tävling på Europatouren i Scottish Open.
Koepka spelade på PGA Touren för 2014 års säsong, där han inledde med Frys.com Open och slutade på en delad tredjeplats. Han slutade sedan på en fjärdeplats i US Open 2014, vilket gav honom spelrättigheter på PGA Touren för 2015 års säsong, samt en inbjudan till US Masters. Han slutade på en delad 15:e plats i PGA Championship drygt en månad senare. I november 2014 vann Koepka Turkish Airlines Open, sin första vinst på Europatouren. Han slutade sedan på tredjeplats i Dubai Desert Classic och Omega European Masters. Hans goda spel på båda sidorna av Atlanten gjorde att han blev utnämnd som PGA Tour Rookie of the Year och vann sedan Sir Henry Cotton Rookie of the Year.
I februari 2015 vann Koepka Waste Management Phoenix Open, sin första PGA Tourseger. Vinsten gjorde att han klättrade till en 19:e plats på världsrankingen. Han fortsatte sedan att spela bra under 2015, med ett flertal top-10-placeringar, inklusive en delad femteplats i PGA Championship.
I oktober 2015 beslutade Koepka att inte fortsätta spela på Europatouren.
Under 2016 hade Koepka 7 stycken top-10 placeringar på PGA Touren, inklusive två andraplatser. Han missade enbart tre kvalgränser under hela säsongen och spelade in sig i det amerikanska laget i 2016 års Ryder Cup, där han gjorde en avgörande insats för det amerikanska laget och vann tre poäng på fyra spelade matcher. Koepka vann senare i november 2016 Dunlop Phoenix i Japan, med ett slag över Yuta Ikeda, genom att göra birdie på de två sista hålen.
Koepka inledde 2017 års säsong med en andraplats i Shriners Hospitals for Children Open i november 2016, han noterade sedan en top-10 placering i WGC-Dell Technologies Match Play. Han slutade även som ensam tvåa i Valero Texas Open i april.

### 2017 års US Open
Koepka vann sin första majorseger i 2017 års US Open på Erin Hills Golf Club. Han gick på totalt 272 slag (-16 under par) och delade det lägsta resultatet mot par i mästerskapets historia, den andra spelaren som har gått 16 under par i US Open tidigare är Rory McIlroy 2011. Koepka var delad tvåa efter 54 hål, ett slag efter Brian Harman som var -12 under par. Koepka gjorde birdie på det 15:e hålet, medan Harman gjorde bogey på hål 12, 13 och 15, och kunde därefter inte återta ledningen. Matsuyama var 6 slag bakom Harman efter 54 hål, men avslutade med 66 slag sista ronden för en delad andraplats fyra slag efter Koepka.

## Vinster

### PGA Tour (2)
| No. | Datum        | Tävling                       | Resultat        | Mot par | Segermarginal | Runners-up                                  |
| --- | ------------ | ----------------------------- | --------------- | ------- | ------------- | ------------------------------------------- |
| 1   | Feb 1, 2015  | Waste Management Phoenix Open | 71-68-64-66=269 | -15     | 1 slag        | Hideki Matsuyama, Ryan Palmer, Bubba Watson |
| 2   | Jun 18, 2017 | U.S. Open                     | 67-70-68-67=272 | -16     | 4 slag        | Brian Harman, Hideki Matsuyama              |

### Vinster på Europatouren (2)
| No. | Datum        | Tävling               | Resultat        | Mot par | Segermarginal | Runner(s)-up                   |
| --- | ------------ | --------------------- | --------------- | ------- | ------------- | ------------------------------ |
| 1   | Nov 16, 2014 | Turkish Airlines Open | 69-67-70-65=271 | -17     | 1 slag        | Ian Poulter                    |
| 2   | Jun 18, 2017 | U.S. Open             | 67-70-68-67=272 | -16     | 4 slag        | Brian Harman, Hideki Matsuyama |

### Vinster på Challenge Touren (4)
| No. | Datum        | Tävling                        | Resultat        | Mot par | Segermarginal | Runner(s)-up                                          |
| --- | ------------ | ------------------------------ | --------------- | ------- | ------------- | ----------------------------------------------------- |
| 1   | Sep 30, 2012 | Challenge de Catalunya         | 68-67-65=200    | -16     | 3 slag        | Alessandro Tadini                                     |
| 2   | Maj 5, 2013  | Montecchia Golf Open           | 66-67-62-66=261 | -23     | 7 slag        | Agustin Domingo                                       |
| 3   | Jun 2, 2013  | Fred Olsen Challenge de España | 64-66-64-66=260 | -24     | 10 slag       | Luis Claverie, Édouard Dubois, Bernd Ritthammer       |
| 4   | Jun 23, 2013 | Scottish Hydro Challenge       | 70-66-62-68=266 | -18     | 3 slag        | An Byeong-hun, Andrea Pavan, Steven Tiley, Sam Walker |

### Vinster på Japan Golf Tour (1)
| No. | Datum        | Tävling                   | Resultat        | Mot par | Segermarginal | Runner-up  |
| --- | ------------ | ------------------------- | --------------- | ------- | ------------- | ---------- |
| 1   | Nov 20, 2016 | Dunlop Phoenix Tournament | 65-70-63-65=263 | -21     | 1 slag        | Yuta Ikeda |

## Resultat i majors

### Vinster (4)
| År   | Mästerskap | Efter 54 hål | Resultat        | Mot par | Segermarginal | Runner(s)-up                   |
| ---- | ---------- | ------------ | --------------- | ------- | ------------- | ------------------------------ |
| 2017 | U.S. Open  | 1 slag bakom | 67-70-68-67=272 | -16     | 4 slag        | Brian Harman, Hideki Matsuyama |

### Resultat i tidslinje
| Tournament            | 2012 | 2013 | 2014 | 2015 | 2016 | 2017 | 2018 | 2019 |
| --------------------- | ---- | ---- | ---- | ---- | ---- | ---- | ---- | ---- |
| Masters Tournament    |      |      |      | T33  | T21  | T11  |      | T2   |
| U.S. Open             | CUT  |      | T4   | T18  | T13  | 1    | 1    |      |
| The Open Championship |      | CUT  | T67  | T10  |      | T6   | 39   |      |
| PGA Championship      |      | T70  | T15  | T5   | T4   | T13  | 1    | 1    |

CUT = missad kvalgräns.
"T" indikerar delning.

## Lagtävlingar
Professionell
- Ryder Cup: 2016